# Kanzelkogel
Kanzelkogel är en kulle i Österrike.   Den ligger i distriktet Graz-Umgebung och förbundslandet Steiermark, i den östra delen av landet, 140 km sydväst om huvudstaden Wien. Toppen på Kanzelkogel är 573 meter över havet.
Terrängen runt Kanzelkogel är huvudsakligen kuperad, men åt sydost är den platt. Terrängen runt Kanzelkogel sluttar söderut. Runt Kanzelkogel är det mycket tätbefolkat, med 1 692 invånare per kvadratkilometer.. Närmaste större samhälle är Graz, 7,5 km sydost om Kanzelkogel. 
Runt Kanzelkogel är det i huvudsak tätbebyggt.